# Franklin Farrel
Franklin Farrel, född 23 mars 1908, död 2 juli 2003, var en amerikansk ishockeyspelare.
Farrel blev olympisk silvermedaljör i ishockey vid vinterspelen 1932 i Lake Placid.